# 真田佑馬
真田 佑馬（さなだ ゆうま、1992年11月21日 - ）は、日本の俳優、作詞家、作曲家、映画プロデューサー。5人組ボーイズグループ・7ORDERのギタリスト。
東京都足立区出身。

## 来歴
親が履歴書を送り、2004年にジャニーズ事務所に入所し、ジャニーズJr.として活動を始める。入所後すぐ、『四谷くんと大塚くん/天才少年探偵登場の巻』に主人公・四谷進役でドラマ初出演。
2005年、『Endless SHOCK』で初めて舞台に出演し、テレビドラマ『1リットルの涙』では主人公・池内亜也（沢尻エリカ）の弟役を演じる。
その後、2009年1月に結成されたMis Snow Manのメンバーとして映画『HOT SNOW』で初主演を果たす。
2011年10月、野澤祐樹と共にnoon boyzとして『笑っていいとも!』16代目いいとも青年隊に選ばれ、番組終了の2014年3月まで活動した。
2015年3月、城西国際大学メディア学部映像芸術コース卒業。大学では主に映像について学び、ゼミではカメラの撮影方法を学んだり、実際に映画を撮ったりした。佐久間大介とは同期で同じ大学の同じ学部に通っていた。
2016年、『ジャニーズ銀座2016』ホームページの更新により安井謙太郎、森田美勇人、萩谷慧悟らとともにユニット・Love-tuneとして公演を行うことが発表され、以降メンバーとして活動する。
2018年11月30日、有料公式サイト「ジャニーズジュニア情報局」にて同日付でジャニーズ事務所を退所したことが発表される。
2019年1月18日、公式Twitter設立。同日に期間限定での楽曲配信を発表し『BOW!!/タイムトラベラー』をリリースし、Amazon Musicで1位を記録する。
同年2月11日にはTOKYO MXの情報バラエティ番組『ひるキュン!』でテレビ出演も再開。3月31日には同局主催のイベント「TOKYO MX FES.2019」内で阿部顕嵐と共にステージ『真田佑馬と阿部顕嵐のつなげるつなげるつなげる』を開催する。イベントには元Love-tuneのメンバーもサプライズで駆け付けた。
同年5月22日、『7ORDER project』が始動。3月のイベントに参加した6人に安井が合流し、7人での活動を再開する。
2021年4月1日、初の冠レギュラーラジオ番組『真田・森田のPIZZA WAVE』がスタート。
2021年12月22日、表現の場を増やしたいと考え、noteを始める。
2022年1月7日、同じ苦しみを持っている人々の助けになればという思いから、自身が過敏性腸症候群であることを公表。
2022年11月21日、自身の30歳の誕生日となるこの日に原案、プロデュースを務める映画『30S』の製作を発表。
2025年7月7日、7ORDERファンミーティング「Lucky's club party」東京公演にて、気配斬り対決で優勝。それに伴い、安井から譲り受ける形で同日からリーダーに就任。任期は次回の気配斬り対決までの予定。

## 人物
愛称はさなぴー、さなじぃ。メンバーカラーは赤色。メンバーの阿部顕嵐は真田のことを「男らしく熱いお爺ちゃん」と語っている。。仕事では常に30分前行動を心がけており、グループ内では一番遅刻が少ない。一方で天然でもあり、グループのお笑い担当である諸星翔希は真田のことを、「ウケを狙わなかったら笑いの天才」だと評している。7ORDERのYouTubeの人気企画『MV鑑賞会』シリーズでは、真田のカッコいい仕草が逆に笑いを誘ってしまうという事件がたびたび起きている。

### 音楽
7ORDERではメインギターを務める。グループ全体の音のバランスを考えたとき、アルトサックスやキーボードがいるためギターが前に出過ぎないよう心掛けている。7ORDERの曲には真田が中心となって作詞、作曲を行ったものが多い。自身の持論である「つらいときこそ笑え」という思いを込めた明るく前向きな曲を作っている。リーダーの安井謙太郎は真田の作った曲に関して、「人間の弱い部分を代弁してくれているからこそ多くの共感を生んでいる」と評している。

### 尊敬する人物
星野源やリリー・フランキーといった特定のジャンルに縛られず活動をしている「表現者」に憧れている。映像の世界においては、同世代で活躍している内山拓也を尊敬している。また真田は自分自身が何者かと聞かれたら、『僕』と答えるようにしている。それはアイドルでもアーティストでも俳優でもなく、ありのままの自分でいたいという思いからである。次世代を担う若いクリエイター達に向けては「YouTubeというプラットフォームの中で遊んで欲しい」と檄を飛ばしている。

### 趣味
料理
音楽作りと同じで一人で無心になれる瞬間が好きとのこと。スープカレーには拘りが強く、香辛料からチョイスしていく。冬場になると豚肉と白菜のミルフィーユ鍋にとろろ昆布、大根、餃子の皮を加えアレンジしたお手製の鍋「さなべ」を作っている。
ペット
サスケという名前のトイプードルを飼っている。
ファッション
好きなブランドは「MARNI」と「ACNE STUDIOS」。よく買い物に行く場所は伊勢丹メンズ館。ブランドロゴの服の下にさらにブランドロゴの服を着るのが定番の着こなしである。真田曰く、自身のセンスに自信がないからブランドロゴがあると安心するとのこと。メンバー内のファッションリーダーである森田美勇人は真田のファッションに関して、色彩表現、アイテムの合わせはかなり上手いと評している。

## 出演
グループでの出演はnoon boyz、Mis Snow Man#出演、Love-tune#出演、7ORDER#出演を参照。個人での出演のみ記載。

### テレビドラマ
- 水曜プレミア 四谷くんと大塚くん/天才少年探偵登場の巻（2004年7月21日、TBS）四谷進 役[7]
- 1リットルの涙（2005年10月 - 12月、フジテレビ）池内弘樹 役[44]
- 1リットルの涙 特別編〜追憶〜（2007年4月5日、フジテレビ）池内弘樹 役（回想シーンのみ）[44]
- 3年B組金八先生（TBS） - 岩崎浩一 役[6]
  - 第8シリーズ（2007年10月11日 - 2008年3月20日）
  - 3年B組金八先生ファイナル〜『最後の贈る言葉』（2011年3月27日）
- ハンチョウ〜神南署安積班〜 シリーズ4 〜正義の代償〜 第4話（2011年5月2日、TBS）稲垣湧 役[45]
- ゴーストママ捜査線〜僕とママの不思議な100日〜（2012年7月 - 9月、日本テレビ）長谷川淳也 役[46]
- 心療中-in the Room-（2013年1月 - 3月、日本テレビ）相川朔也 役[47]

### 映画
- HOT SNOW（2011年）- 主演・山口鷲 役[48]

### バラエティ
- 百識王（2008年4月 - 2013年9月、フジテレビ）[49]
- テストの花道（2010年、NHK教育テレビ）
- モウソリスト（2013年10月[50] - 2014年9月[51]、フジテレビ）
- イケダンMAX（2019年4月18日 - 2020年3月26日、TOKYO MX）[52]
- 真田・森田のローカルデリバリー（2021年9月19日 - 2022年3月20日、スペースシャワーTVプラス）[53]

### ラジオ
- 真田・森田のPIZZA WAVE（2021年4月1日 - 10月28日、InterFM897）[54]

### 舞台
- Endless SHOCK（2005年1月8日 - 2月28日、帝国劇場）[5]
- 銀河英雄伝説 第四章 後篇 激突（2014年2月12日 - 3月2日、青山劇場） - コードウェル 役[55]
- ジャニーズ銀座 2014〔Sexy Champ〕（2014年5月16日 - 18日・26日・27日、シアタークリエ）[56][57]
- オーシャンズ11（2014年6月9日 - 7月6日、東急シアターオーブ）ライナス・コールドウェル 役[58]
- 2015新春 JOHNNYS' World（2015年1月1日 - 27日、帝国劇場）[59]
- TABU タブー 〜シーラッハ「禁忌」より〜（2015年6月5日　- 6月28日）主演・ゼバスティアン 役[5][8]
- コインロッカー・ベイビーズ（2016年6月4日 - 19日、赤坂ACTシアター 他）5役[60][61]
- 音楽劇『ダニー・ボーイ 〜いつも笑顔で歌を〜』（2016年10月26日 - 29日、東京国際フォーラムホールC / 11月5日 - 6日、新歌舞伎座） - 主演・伊藤幸男 役[62]
- PSYCHO-PASS サイコパス Chapter1―犯罪係数―（2019年10月25日 - 11月10日、品川プリンスホテル ステラボール） - 宜野座伸元 役[63]
- 27 -7ORDER-（2020年2月9日 - 16日、天王洲銀河劇場 / 2月21日 - 3月1日、AiiA 2.5 Theater Kobe） - 主演・ユウマ / カズマ 役（2役）[64]
- キルミーアゲイン'21（2021年9月30日 - 10月10日、紀伊國屋ホール / 10月15日 - 17日、松下IMPホール）[65]

### コンサート
- ガムシャラ J's Party !! Vol.8（2015年2月19日 - 21日、EXシアター六本木）[66]
- ガムシャラ J's Party !! Vol.9（2015年3月30日 - 4月2日、EXシアター六本木）[67]

### モデル
- 「SOMEWHERE NICE MARKET with JUNRed」 （2022年6月）[68]

## 雑誌連載
- 「さなぴーののんびり連載」『TV fan』（2012年8月号 - 10月号、共同通信社）[69][70]
- 「真田佑馬のゆる散歩」『週刊女性』（2019年7月2日号[71] - 2020年7月7日[72]、主婦と生活社）

## シングル
| ＃ | 発売日         | タイトル               | 初収録アルバム |
| -- | -------------- | ---------------------- | -------------- |
| 1  | 2019年01月18日 | BOW!!/タイムトラベラー | ONE            |